# Eliminatórias da Copa do Mundo FIFA de 2018 - Europa (Grupo B)
O Grupo B das eliminatórias da Europa para a Copa do Mundo FIFA de 2018 foi formado por: Portugal, Suíça, Hungria, Ilhas Faroe, Letónia e Andorra.
O vencedor do grupo se qualificou automaticamente para a Copa do Mundo de 2018. Além dos demais oito vencedores de grupos, os oito melhores segundos colocados avançaram para a segunda fase, que será disputada no sistema de play-offs.

## Classificação
| Pos | Equipe      | Pts | J  | V | E | D | GP | GC | SG  | Classificado                              |  | POR | SUI | HUN | FRO | LVA | AND |
| --- | ----------- | --- | -- | - | - | - | -- | -- | --- | ----------------------------------------- |  | --- | --- | --- | --- | --- | --- |
| 1   | Portugal    | 27  | 10 | 9 | 0 | 1 | 32 | 4  | +28 | qualificadas para a Copa do Mundo de 2018 |  | —   | 2–0 | 3–0 | 5–1 | 4–1 | 6–0 |
| 2   | Suíça       | 27  | 10 | 9 | 0 | 1 | 23 | 7  | +16 | qualificadas para a segunda fase          |  | 2–0 | —   | 5–2 | 2–0 | 1–0 | 3–0 |
| 3   | Hungria     | 13  | 10 | 4 | 1 | 5 | 14 | 14 | 0   | Eliminado                                 |  | 0–1 | 2–3 | —   | 1–0 | 3–1 | 4–0 |
| 4   | Ilhas Faroé | 9   | 10 | 2 | 3 | 5 | 4  | 16 | −12 | Eliminado                                 |  | 0–6 | 0–2 | 0–0 | —   | 0–0 | 1–0 |
| 5   | Letónia     | 7   | 10 | 2 | 1 | 7 | 7  | 18 | −11 | Eliminado                                 |  | 0–3 | 0–3 | 0–2 | 0–2 | —   | 4–0 |
| 6   | Andorra     | 4   | 10 | 1 | 1 | 8 | 2  | 23 | −21 | Eliminado                                 |  | 0–2 | 1–2 | 1–0 | 0–0 | 0–1 | —   |

## Partidas
O calendário de partidas foi divulgado pela UEFA em 26 de julho de 2015, um dia após o sorteio ser realizado em São Petersburgo na Rússia.

### Primeira rodada
| 6 de setembro de 2016 | Andorra | 0 – 1     | Letónia    | Estadi Nacional, Andorra-a-Velha           |
| 20:45 (UTC+2)         |         | FIFA UEFA | Šabala 48' | Público: 1 115 Árbitro: MLT Clayton Pisani |

| Andorra | Letónia |

| 6 de setembro de 2016 | Ilhas Faroé | 0 – 0     | Hungria | Tórsvøllur, Tórshavn                      |
| 19:45 (UTC+1)         |             | FIFA UEFA |         | Público: 4 066 Árbitro: SVN Slavko Vinčić |

| Ilhas Faroé | Hungria |

| 6 de setembro de 2016 | Suíça                    | 2 – 0     | Portugal | St. Jakob-Park, Basileia                         |
| 20:45 (UTC+2)         | Embolo 24' · Mehmedi 30' | FIFA UEFA |          | Público: 36 000 Árbitro: ESP Antonio Mateu Lahoz |

| Suíça | Portugal |

### Segunda rodada
| 7 de outubro de 2016 | Hungria         | 2 – 3     | Suíça                                       | Groupama Arena, Budapeste                  |
| 20:45 (UTC+2)        | Szalai 53', 71' | FIFA UEFA | Seferović 51' · Rodríguez 67' · Stocker 89' | Público: 21 668 Árbitro: NED Björn Kuipers |

| Hungria | Suíça |

| 7 de outubro de 2016 | Letónia | 0 – 2     | Ilhas Faroé                    | Estádio Skonto, Riga                     |
| 21:45 (UTC+3)        |         | FIFA UEFA | Nattestad 19' · Edmundsson 70' | Público: 4 823 Árbitro: UKR Serhiy Boiko |

| Letónia | Ilhas Faroé |

| 7 de outubro de 2016 | Portugal                                                                | 6 – 0     | Andorra | Estádio Municipal, Aveiro                   |
| 19:45 (UTC+1)        | Cristiano Ronaldo 2', 4', 47', 68' · João Cancelo 44' · André Silva 86' | FIFA UEFA |         | Público: 25 120 Árbitro: AUT Oliver Drachta |

| Portugal | Andorra |

### Terceira rodada
| 10 de outubro de 2016 | Andorra           | 1 – 2     | Suíça                         | Estadi Nacional, Andorra-a-Velha        |
| 20:45 (UTC+2)         | A. Martínez 90+1' | FIFA UEFA | Schär 19' (pen) · Mehmedi 77' | Público: 2 014 Árbitro: SCO John Beaton |

| Andorra | Suíça |

| 10 de outubro de 2016 | Ilhas Faroé | 0 – 6     | Portugal                                                                                     | Tórsvøllur, Tórshavn                          |
| 19:45 (UTC+1)         |             | FIFA UEFA | André Silva 12', 22', 37' · Cristiano Ronaldo 65' · João Moutinho 90+1' · João Cancelo 90+3' | Público: 4 780 Árbitro: LTU Gediminas Mažeika |

| Ilhas Faroé | Portugal |

| 10 de outubro de 2016 | Letónia | 0 – 2     | Hungria                  | Estádio Skonto, Riga                  |
| 21:45 (UTC+3)         |         | FIFA UEFA | Gyurcsó 10' · Szalai 77' | Público: 4 715 Árbitro: POL Paweł Gil |

| Letónia | Hungria |

### Quarta rodada
| 13 de novembro de 2016 | Hungria                                        | 4 – 0     | Andorra | Groupama Arena, Budapeste                        |
| 18:00 (UTC+1)          | Gera 34' · Lang 43' · Gyurcsó 73' · Szalai 88' | FIFA UEFA |         | Público: 20 479 Árbitro: CYP Christos Nicolaides |

| Hungria | Andorra |

| 13 de novembro de 2016 | Suíça                           | 2 – 0     | Ilhas Faroé | Swissporarena, Lucerna                            |
| 18:00 (UTC+1)          | Derdiyok 27' · Lichtsteiner 83' | FIFA UEFA |             | Público: 14 800 Árbitro: BEL Sébastien Delferière |

| Suíça | Ilhas Faroé |

| 13 de novembro de 2016 | Portugal                                                           | 4 – 1     | Letónia     | Estádio Algarve, Faro/Loulé                |
| 19:45 (UTC+0)          | Cristiano Ronaldo 28' (pen), 85' · William 70' · Bruno Alves 90+2' | FIFA UEFA | Zjuzins 67' | Público: 20 744 Árbitro: SCO Robert Madden |

| Portugal | Letónia |

### Quinta rodada
| 25 de março de 2017 | Andorra | 0 – 0     | Ilhas Faroé | Estadi Nacional, Andorra-a-Velha          |
| 18:00 (UTC+1)       |         | FIFA UEFA |             | Público: 1 755 Árbitro: BIH Ognjen Valjić |

| Andorra | Ilhas Faroé |

| 25 de março de 2017 | Suíça     | 1 – 0     | Letónia | Estádio de Genebra, Genebra                       |
| 18:00 (UTC+1)       | Drmić 66' | FIFA UEFA |         | Público: 25 000 Árbitro: RUS Vladislav Bezborodov |

| Suíça | Letónia |

| 25 de março de 2017 | Portugal                                     | 3 – 0     | Hungria | Estádio da Luz, Lisboa                        |
| 19:45 (UTC+0)       | André Silva 32' · Cristiano Ronaldo 36', 65' | FIFA UEFA |         | Público: 57 816 Árbitro: POL Szymon Marciniak |

| Portugal | Hungria |

### Sexta rodada
| 9 de junho de 2017 | Andorra   | 1 – 0     | Hungria | Estadi Nacional, Andorra-a-Velha                       |
| 20:45 (UTC+2)      | Rebés 26' | FIFA UEFA |         | Público: 2 376 Árbitro: GRE Charalambos Kalogeropoulos |

| Andorra | Hungria |

| 9 de junho de 2017 | Ilhas Faroé | 0 – 2     | Suíça                   | Tórsvøllur, Tórshavn                        |
| 19:45 (UTC+1)      |             | FIFA UEFA | Xhaka 36' · Shaqiri 59' | Público: 4 594 Árbitro: ITA Paolo Mazzoleni |

| Ilhas Faroé | Suíça |

| 9 de junho de 2017 | Letónia | 0 – 3     | Portugal                                     | Estádio Skonto, Riga                      |
| 21:45 (UTC+3)      |         | FIFA UEFA | Cristiano Ronaldo 41', 63' · André Silva 67' | Público: 8 179 Árbitro: ROU István Kovács |

| Letónia | Portugal |

### Sétima rodada
| 31 de agosto de 2017 | Hungria                               | 3 – 1     | Letónia       | Groupama Arena, Budapeste                      |
| 20:45 (UTC+2)        | Kádár 6' · Szalai 26' · Dzsudzsák 68' | FIFA UEFA | Freimanis 40' | Público: 16 500 Árbitro: UKR Yevhen Aranovskiy |

| Hungria | Letónia |

| 31 de agosto de 2017 | Portugal                                                          | 5 – 1     | Ilhas Faroé     | Estádio do Bessa, Porto      |
| 19:45 (UTC+1)        | Cristiano Ronaldo 3', 29' (pen), 64' · William 58' · Oliveira 84' | FIFA UEFA | Baldvinsson 38' | Árbitro: SRB Srđan Jovanović |

| Portugal | Ilhas Faroé |

| 31 de agosto de 2017 | Suíça                                 | 3 – 0     | Andorra | kybunpark, São Galo                      |
| 20:45 (UTC+2)        | Seferović 43', 63' · Lichtsteiner 67' | FIFA UEFA |         | Público: 13 600 Árbitro: NOR Tore Hansen |

| Suíça | Andorra |

### Oitava rodada
| 3 de setembro de 2017 | Ilhas Faroé    | 1 – 0     | Andorra | Tórsvøllur, Tórshavn                        |
| 17:00 (UTC+1)         | Rólantsson 31' | FIFA UEFA |         | Público: 4 357 Árbitro: MLT Alan Mario Sant |

| Ilhas Faroé | Andorra |

| 3 de setembro de 2017 | Hungria | 0 – 1     | Portugal        | Groupama Arena, Budapeste                   |
| 20:45 (UTC+2)         |         | FIFA UEFA | André Silva 48' | Público: 21 800 Árbitro: NED Danny Makkelie |

| Hungria | Portugal |

| 3 de setembro de 2017 | Letónia | 0 – 3     | Suíça                                             | Estádio Skonto, Riga                         |
| 21:45 (UTC+3)         |         | FIFA UEFA | Seferović 9' · Džemaili 55' · Rodríguez 58' (pen) | Público: 7 587 Árbitro: NED Serdar Gözübüyük |

| Letónia | Suíça |

### Nona rodada
| 7 de outubro de 2017 | Ilhas Faroé | 0 – 0     | Letónia | Tórsvøllur, Tórshavn                             |
| 17:00 (UTC+1)        |             | FIFA UEFA |         | Público: 4 203 Árbitro: AUT Robert Schörgenhofer |

| Ilhas Faroé | Letónia |

| 7 de outubro de 2017 | Andorra | 0 – 2     | Portugal                                | Estadi Nacional, Andorra-a-Velha             |
| 20:45 (UTC+2)        |         | FIFA UEFA | Cristiano Ronaldo 63' · André Silva 86' | Público: 3 193 Árbitro: CZE Miroslav Zelinka |

| Andorra | Portugal |

| 7 de outubro de 2017 | Suíça                                                    | 5 – 2     | Hungria                 | St. Jakob-Park, Basileia                       |
| 20:45 (UTC+2)        | Xhaka 18' · Frei 20' · Zuber 43', 49' · Lichtsteiner 83' | FIFA UEFA | Guzmics 59' · Ugrai 89' | Público: 32 018 Árbitro: ITA Paolo Tagliavento |

| Suíça | Hungria |

### Décima rodada
| 10 de outubro de 2017 | Hungria  | 1 – 0     | Ilhas Faroé | Groupama Arena, Budapeste                     |
| 20:45 (UTC+2)         | Böde 81' | FIFA UEFA |             | Público: 21 400 Árbitro: ISR Roi Reinshreiber |

| Hungria | Ilhas Faroé |

| 10 de outubro de 2017 | Letónia                                        | 4 – 0     | Andorra | Estádio Skonto, Riga                                      |
| 21:45 (UTC+3)         | Ikaunieks 11' · Šabala 19', 59' · Tarasovs 63' | FIFA UEFA |         | Público: 4 153 Árbitro: DEN Mads-Kristoffer Kristoffersen |

| Letónia | Andorra |

| 10 de outubro de 2017 | Portugal                             | 2 – 0     | Suíça | Estádio da Luz, Lisboa                    |
| 19:45 (UTC+1)         | Djourou 41' (g.c.) · André Silva 57' | FIFA UEFA |       | Público: 61 566 Árbitro: TUR Cüneyt Çakır |

| Portugal | Suíça |

## Artilheiros
14 gols (1)
- POR Cristiano Ronaldo

9 gols (1)
- POR André Silva

5 gols (1)
- HUN Ádám Szalai

4 gols (1)
- SUI Haris Seferović

3 gols (2)
- LVA Valērijs Šabala
- SUI Stephan Lichtsteiner

2 gols (7)
- HUN Ádám Gyurcsó
- POR João Cancelo
- POR William Carvalho
- SUI Admir Mehmedi
- SUI Ricardo Rodríguez
- SUI Granit Xhaka
- SUI Steven Zuber

1 gol (28)
- AND Alexandre Martínez
- AND Marc Rebés
- FRO Rógvi Baldvinsson
- FRO Jóan Edmundsson
- FRO Sonni Nattestad
- FRO Gilli Sørensen
- HUN Dániel Böde
- HUN Balázs Dzsudzsák
- HUN Zoltán Gera
- HUN Richárd Guzmics
- HUN Tamás Kádár
- HUN Ádám Lang
- HUN Roland Ugrai
- LVA Gints Freimanis
- LVA Dāvis Ikaunieks
- LVA Igors Tarasovs
- LVA Artūrs Zjuzins
- POR Bruno Alves
- POR João Moutinho
- POR Nélson Oliveira
- SUI Eren Derdiyok
- SUI Josip Drmić
- SUI Blerim Džemaili
- SUI Breel Embolo
- SUI Fabian Frei
- SUI Fabian Schär
- SUI Xherdan Shaqiri
- SUI Valentin Stocker

Gols contra (1)
- SUI Johan Djourou (para  Portugal)